# サムット・シスナルポン
サムット・シスナルポン（Samuth Sithnaruepol、1959年5月17日 - ）は、タイ王国のプロボクサー。バンコク出身。元IBF世界ミニマム級王者。

## 来歴
1982年1月1日、サムットはプロデビューを果たし、2回KO勝ちを収めた。
1982年8月29日、後のOPBF東洋太平洋スーパーバンタム級王者プラユンサク・ムアンスリンと対戦し、初黒星となる4回KO負けを喫した。
1982年12月10日、サンクムパン・ブンテャビーと対戦し、4回KO負けを喫した。
1983年8月25日、サマート・サカダムと対戦し、5回KO勝ちを収めた。
1984年2月11日、兒子哦と対戦し、5回KO勝ちを収めた。
1984年4月10日、トーンテープ・ペッチシラチャと対戦し、6回判定勝ちを収めた。
1984年7月7日、ナロンチャワット・ナブマルアンと対戦し、4回KO勝ちを収めた。
1985年1月10日、プット・オユチャナコーンと対戦し、6回判定勝ちを収めた。
1985年6月29日、ナロンチャワット・ナブマルアンと1年2ヶ月ぶりに対戦し、4回KO勝ちを収めた。
1985年12月26日、タイミニマム級王者プット・オユチャナコーンと11ヶ月ぶりに対戦し、10回判定勝ちを収め王座獲得に成功した。
1986年4月27日、東京都でOPBF東洋太平洋ミニマム級初代王座決定戦を小野健治と行い、12回判定勝ちを収め王座獲得に成功した。
1986年6月20日、ジャカルタでリトル・ポノと対戦し、12回KO勝ちを収め初防衛に成功した。
1987年2月19日、河名紀一と対戦し、5回KO勝ちを収め2度目の防衛に成功した。
1987年6月1日、ジャカルタでジョン・アリエフと対戦し、12回引き分けに終わったが3度目の防衛に成功した。
1987年12月31日、デン・ソルチャニクルと対戦し、7回KO勝ちを収め4度目の防衛に成功し、試合後王座を返上した。
1988年3月24日、バンコクのラジャダムナン・スタジアムで李敬渕の返上に伴い設置されたIBF世界ミニマム級王座決定戦をプリティー・ボーイ・ルーカスと行い、11回2分11秒ルーカスの右目のパンチによる負傷TKO勝ちを収め王座獲得に成功した。
1988年8月29日、黃英九とラジャダムナン・スタジアムで対戦し、15回3-0（147-144、146-142、146-144、）の判定勝ちを収め、初防衛に成功した。この試合が世界タイトルマッチで15回戦として行う最後の試合となった。
1989年3月24日、ゲロラ・ブン・カルノ・スタジアムでニコ・トーマスと対戦し、12回0-1（117-117、113-117、115-115）の判定で引き分けに終わったが、2度目の防衛に成功した。
1989年6月17日、ジャカルタでニコ・トーマスと3ヶ月ぶりに対戦し、12回3-0（111-115、108-119、111-115）の判定負けを喫し3度目の防衛に失敗、王座から陥落した。この試合を最後に現役を引退した。

## 獲得タイトル
- 初代OPBF東洋太平洋ミニマム級王座
- IBF世界ミニマム級王座（防衛2）